# Sigismondo Tizio
Sigismondo Tizio (auch: de’ Ticci, Ticianus; * 1458 in Castiglion Fiorentino; † 1528 in Siena) war ein italienischer Gelehrter und Priester. Seine Historiae zur Geschichte von Siena sind eine zentrale Quelle zur Geschichte der Region. Er wird auch Tizio von Siena genannt.

## Leben
Unter der Herrschaft von Florenz in Castiglion geboren, war sein Vater Agapito di Andrea ein lokaler Notar und nahm diverse öffentliche Funktionen wahr. Die Mutter Maddalena Vecchietti stammte aus Florenz. Er hatte vier Brüder, die alle studierten, und gute Lehrer wie Antonio Castelli und Giovanni Tami, bei denen er Latein gelernt hatte.
Mit zwanzig Jahren wurde in den Rat von Castiglion berufen, dann ging er an die Universität Perugia, um Jura zu studieren (1480). Von dort wechselte er wegen der städtischen Streitigkeiten zwischen den Oddi und Baglioni sowie den Aufständen 1482 an die Universität Siena, wo er die Juristen Giovanni Battista Caccialupi und Bulgarino Bulgarini sowie Rhetorik bei Niccoló Borghesi hörte, mit dem er sich überdies anfreundete. Zwischen 1487 und 1492 wurde er zum katholischen Geistlichen ausgebildet und hatte Kontakt zum späteren Papst Francesco Piccolomini. In Siena wurde er der Hauslehrer bis etwa 1500 in der Familie von Agnese Piccolomini. Dann hatte er wechselnde Pfarrämter und andere geistliche Funktionen inne. Schon als Hauslehrer musste er wegen der Pest Siena zeitweilig verlassen, die Pest von 1523 bewirkte den Tod einiger Freunde. Der Sacco di Roma 1527 war ein tiefes Erlebnis, unter diesem Eindruck vollendete er seine Historiae.
Die Historiae erzählen in Form einer Chronik die Stadtgeschichte seit der Etruskerzeit bis in die Gegenwart. Sie sind sprunghaft und folgen keinem klaren Konzept, zeigen aber ein unabhängiges Urteil. Dabei mischen sich immer wieder Berichte über Wundergestalten ein wie den wandernden Buttadeo oder Wunderereignisse wie den Kometeneinschlag 1492 in Ensisheim, für das er das Gedicht von Sebastian Brant nutzte. Er konstruiert unter anderem einen Zusammenhang zur Papstwahl des „Sünders“ Alexander VI.

## Schriften
- Historiae, 7 Bände (entstanden zwischen 1508 und 1528)
  - Sigismondo Tizio: Historiae Senenses, besorgt von Manuela Doni Garfagnini (1.1.1), Grazia Tomasi Stussi, Petra Pertici (1402–1459), Istituto Storico Italiano, Rerum Italicarum Scriptores Recentiores, Roma, 1992–1998. (Teilveröffentlichung)
- Historia conciliorum (wichtige Quelle zum Konzil von Konstanz 1418)
- Historia barbarica (wichtige Quelle zur italienischen Sicht auf die islamische Expansion)
- De mundi termino, um 1497
- Libellus redargutionum ad cardinalem senensem, 1523